# Pseudodipteral
Pseudodipteral avser ett antikt grekiskt tempel som i stort liknar ett dipteralt tempel, men där den inre kolonnraden saknas. Det så kallade tempel G i Selinus utgör ett exempel på ett pseudodipteralt tempel.

## Bilder

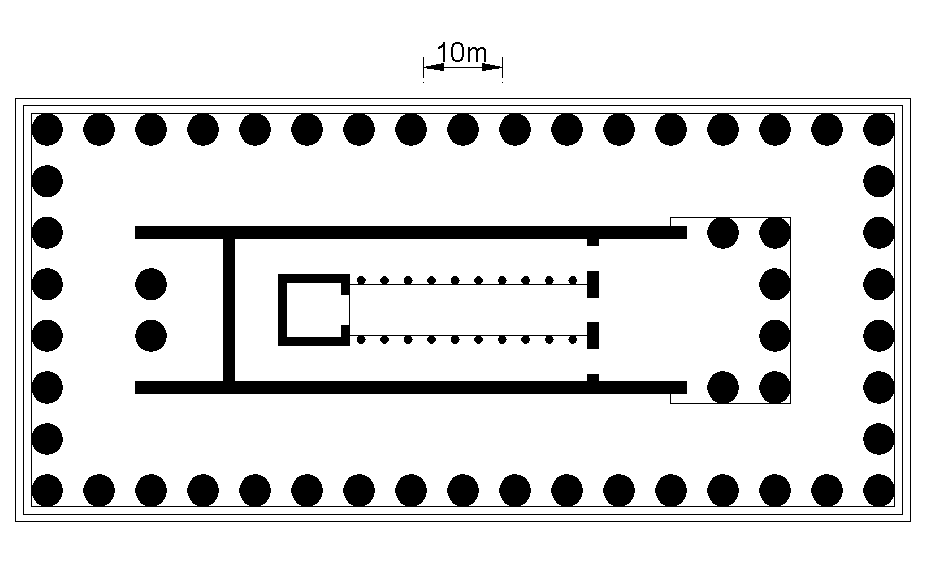
Schematisk plan över tempel G i Selinus.

### Webbkällor
- ”Pseudodipteral”. Merriam-Webster. https://www.merriam-webster.com/dictionary/pseudodipteral. Läst 9 juli 2020.